# Cesar Bogaert
Cesar Bogaert (* 10. Oktober 1910 in Sint Jansteen; † 13. Januar 1988 in Hulst) war ein niederländischer Radrennfahrer.
Cesar Bogaert war Profi-Radrennfahrer von 1928 bis 1938. 1931 und 1934 wurde er Niederländischer Meister im Straßenrennen, 1933 wurde er Vize-Meister. 1931 belegte er den zweiten Platz bei der Flandern-Rundfahrt, die damals noch eine fast ausschließlich belgische Domäne war. Zudem fuhr er lokale Bahnrennen.
Mehrere Male startete Bogaert auch bei UCI-Straßen-Weltmeisterschaften, 1931 belegte er den 13. und 1932 den 16. Platz. Diese Erfolge stießen in Belgien auf mehr Resonanz als in den Niederlanden, denn Bogaert stammte aus Zeeuws Vlaanderen, dem niederländischen Teil Flanderns, und in Belgien waren Straßenrennen populärer als in Bogaerts Heimatland.
Nach Beendigung seiner Radsport-Karriere wurde Bogaert ein gefragter Mechaniker und Derny-Schrittmacher; so betreute er unter anderem den späteren belgischen Steher-Weltmeister Theo Verschueren.